# Vilnjansk
Vilnjansk' (ukrainsk: Вільня́нськ, ukrainsk udtale: [wilʲˈnʲɑnʲsʲk]) er en by i den nordlige del af Zaporizjzja oblast, Ukraine og det administrative centrum for Vilnjansk rajon. Den ligger  ved den øvre del af Vilnjanka-floden, omkring 22 km nordøst for Oblasthovedstaden Zaporizjzja.
Byen har 14.324 (2022) indbyggere.

## Historie
Vilnjansk blev grundlagt i 1840 under navnet Sofijewka. I 1966 fik  landsbyen byrettigheder og fik det nuværende navn Vilnjansk.
I 1902 blev St. Vladimirs katedral bygget. I beguyndelsen af 1930erne blev katedralen lukket, inventaret fjernet, og vægmalerierne blev hvidkalket. Først i 1993 blev katedralen med hjælp fra lokale myndigheder fuldstændig restaureret og overført til kirkesamfundet.
Landsbyen var besat af den tyske Wehrmacht fra 6. oktober 1941 til 21. september 1943. I besættelsesperioden skød tyskerne mange af de lokale beboere og torturerede 220 sovjetiske krigsfanger. 150 af landsbyens indbyggere blev blev sendt på tvangsarbejde i Tyskland.
Den 23. november 2022 kl. 02:00 blev en to-etagers bygning på byens hospital ramt af to S-300 missiler, en blev dræbt og to såret.

## Galleri
- St. Vladimirs katedral
- Industrianlæg i  Vilnjansk
- Floden Vilnjanka
- Hospital i Vilnjansk  efter missilangreb den 23. november 2022
- Den gamle by